# Challenger de Salvador de Bahía
El Challenger de Salvador de Bahía es un torneo profesional de tenis. Pertenece al ATP Challenger Tour. Se juega desde el año 2022 sobre pistas de tierra batida, en Salvador, Brasil.

## Palmarés

### Individuales
| Año  | Campeón        | Finalista     | Resultado   |
| ---- | -------------- | ------------- | ----------- |
| 2022 | João Domingues | Tomás Barrios | 7–6(9), 6–1 |

### Dobles
| Año  | Campeones                        | Finalistas                        | Resultado |
| ---- | -------------------------------- | --------------------------------- | --------- |
| 2022 | Diego Hidalgo Cristian Rodríguez | Orlando Luz Felipe Meligeni Alves | 7–5, 6–1  |